# Menigratopsis svennilsoni
Menigratopsis svennilsoni är en kräftdjursart som beskrevs av Dahl 1945. Menigratopsis svennilsoni ingår i släktet Menigratopsis, och familjen Lysianassidae. Arten är reproducerande i Sverige.